# 戈尔河
戈尔河（法語：Gorre，法語發音：[ɡɔʁ]）是法国新阿基坦大区上维埃纳省的河流，是維埃納河的作支流，长39.2千米。